# Historier (Polyb)
Polybs Historier (Græsk: Ἱστορίαι, transskription: Historíai) blev oprindeligt skrevet i 40 bind, men kun de første fem findes komplet bevaret. Hovedparten af værket er overleveret gennem samlinger af uddrag, der blev opbevaret på biblioteker i Det Byzantinske Rige. Polyb, en historiker fra den græske by Megalopolis i Arkadien, blev taget som gidsel til Rom efter den romerske sejr Den Tredje Makedonerkrig (171-168 f.Kr.). Det var under sit ophold i Rom, at han påbegyndte at skrive en beretning om Roms opstigning til en stor magt.

## Indhold
Polybs Historier dækker perioden fra 264 f.Kr. til 146 f.Kr. (selv blev Polyb født omkring 200 f.Kr. og døde omkring 117 f.Kr.). Værket fokuserer især på de 53 år, hvor Romerriget udviklede sig til en dominerende verdensmagt. I denne periode, mellem 220 og 167 f.Kr., underlagde Rom sig Karthago og fik kontrol over det hellenistiske Grækenland.
Bøgerne I til V beskæftiger sig med vigtige stater i perioden (Ptolemaisk Egypten, Hellenistisk Grækenland og Makedonien) og behandler i detaljer den Første og den Anden Puniske Krig.
Bog VI beskriver den romerske forfatning og redegør for konsulernes, Senatets og folkets magtbeføjelser. I denne bog sammenligner Polyb også to grupper af stater:
- Athen og Theben: Disse stater gennemlevede, i henhold til Polyb, en "unormal" udvikling, hvor de hurtigt nåede toppen af deres magt, men også hurtigt faldt igen på grund af skæbnens luner. Han tilskriver deres succesfulde ledere såsom Themistokles (Athen) og Pelopidas og Epaminondas (Theben).
- Sparta, Kreta, Mantineia og Karthago: Disse staters magt udviklede sig mere stabilt.

Polybs syn på Perikles' tidsalder (ofte betragtet som Grækenlands guldalder) kan ses som kontroversielt i forhold til mange moderne historikere.
Herefter sammenligner Polybs det romerske statssystem med Kreta og Sparta. Han påpeger, hvordan romerske love er overlegne i forhold til Karthago. I henhold til Polyb lå Roms succes i dets blandede forfatning, der kombinerede elementer fra demokrati, aristokrati og monarki.
Resten af Historier fokuserer på perioden, hvor Rom fik dominans over Middelhavet. Dette dækker perioden fra Hannibals nederlag i 201 f.Kr. til ødelæggelsen af både Karthago og den græske bystat Korinth i 146 f.Kr.

## Polyb om tyche
Tyche, som betyder skæbne eller held, spiller en integreret rolle i Polybs historieforståelse. Tyche får en dobbelt betydning i sit arbejde. Det kan både henvise til held eller tilfældighed, men Tyche blev også personificeret som en gudinde ifølge hellenistisk tradition. Polybs fascination af Tyche er faktisk selve drivkraften bag hans beslutning om at skrive Historier. Han indleder nemlig med at diskutere de heldige omstændigheder, der førte til Roms dominans over Middelhavet.

## Polyb om regeringen
I Bog VI af sine Historier afviger Polyb fra emnet og forklarer i detaljer den romerske forfatning. Han viser, at den er en form for blandet forfatning. Formålet med denne afstikker hænger sammen med værkets hellenistiske karakter, særligt på grund af det græske publikum. Grækere på denne tid troede på, at en stats styrke afspejlede sig i forfatningens styrke. En blandet forfatning blev betragtet som den stærkeste, da den kombinerede Aristoteles' tre grundlæggende styreformer: monarki, aristokrati og demokrati.
Polyb viderefører sin inspiration fra Aristoteles ved at foretage yderligere sondring mellem styreformer. Han introducerer de negative modsætninger til de førnævnte: tyranni, oligarki og oklokrati. I henhold til Polyb gennemgår disse styreformer en cyklus kaldet anacyklosis eller kyklos, som begynder med monarki og ender i oklokrati.

## Polyb på engelsk
Den første engelske oversættelse blev udarbejdet af Christopher Watson og udgivet i London i 1568 som The hystories of the most famous and worthy cronographer Polybius. F.W. Walbank skrev en omfattende kommentar til Historier i tre bind, som blev udgivet mellem 1957 og 1979.

### Udgaver afHistorier
- Polybius; Frank W. Walbank, Ian Scott-Kilvert (1979). The rise of the Roman empire. The Penguin classics. ISBN 0-14-044362-2.

### Moderne værker
- El Hage, Fadi (2023). Une occasion manquée: la réédition de l'Histoire de Polybe commentée par Folard (1753). Paris: Classiques Garnier. ISBN 9782406147817.
- Mogens Herman Hansen 1995, Sources for the Ancient Greek City-State: Symposium, August, 24-27 1994, Kgl. Danske, Videnskabernes Selskab, 376 pages ISBN 87-7304-267-6
- Brian McGing, Polybius' Histories. Oxford University Press, Oxford, 2010.
- Frank William Walbank, A Historical Commentary on Polybius, Oxford University Press, 1957–1979.
- ——, Polybius, Berkeley and Los Angeles, University of California Press, 1972.
- ——, Polybius, Rome and the Hellenistic World, Essays and Reflections, Cambridge University Press, 2002.

## Eksterne links
- Engelsk og græsk version af Historier
- Oversættelse af W.R. Paton (Loeb-udgave)
- Kort introduktion til Polyb' liv og arbejde
- Polybius and the Founding Fathers: the separation of powers